# Bichiș
Bichiș (Magyarbükkös en hongrois, Buchendorf en allemand) est une commune roumaine du județ de Mureș, dans la région historique de Transylvanie et dans la région de développement du Centre.

## Géographie
La commune de Bichiș est située au sud-ouest du județ, à la limite avec le județ d'Alba, sur l'Ațintiș, affluent du Mureș, sur le Plateau de Târnava (Podișul Târnavelor), à 10 km au sud de Luduș et à 53 km au sud-ouest de Târgu Mureș, le chef-lieu du județ.
La municipalité est composée des quatre villages suivants (population en 2002) :
- Bichiș (288), siège de la municipalité ;
- Gâmbuț (187) ;
- Nandra (151) ;
- Ozd (413).

## Histoire
La première mention écrite du village date de 1296 sous le nom de Bekes. La commune de Bichiș a été un fief de la puissante famille hongroise des Kemény.
La commune de Bichiș a appartenu au royaume de Hongrie, puis à l'empire d'Autriche et à l'Empire austro-hongrois.
En 1876, lors de la réorganisation administrative de la Transylvanie, elle a été rattachée au comitat d'Alsó-Fehér.
La commune de Bichiș a rejoint la Roumanie en 1920, au traité de Trianon, lors de la désagrégation de l'Autriche-Hongrie. Elle a été de nouveau occupée par la Hongrie de 1940 à 1944, période durant laquelle sa petite communauté juive fut exterminée par les Nazis. Elle est redevenue roumaine en 1945.

## Politique
Le conseil municipal de Bichiș compte 9 sièges de conseillers municipaux. À l'issue des élections municipales de juin 2008, Viorel Ludușan (candidat indépendant)a été élu maire de la commune.
| Parti                                      | Nombre de conseillers |
| ------------------------------------------ | --------------------- |
| Union démocrate magyare de Roumanie (UDMR) | 4                     |
| Parti démocrate-libéral (PD-L)             | 2                     |
| Parti social-démocrate (PSD)               | 1                     |
| Candidats indépendants                     | 2                     |

## Religions
En 2002, la composition religieuse de la commune était la suivante :
- Réformés, 58,42 % ;
- Chrétiens orthodoxes, 34,93 % ;
- Catholiques grecs, 2,11 %.

## Démographie
En 1900, la commune comptait 1 115 Roumains (39,27 %) et 1 721 Hongrois (60,62 %).
En 1930, on recensait 1 125 Roumains (40,01 %), 1 602 Hongrois (56,97 %), 7 Juifs (0,25 %) et 78 Tsiganes (2,77 %).
En 2002, 286 Roumains (27,52 %) côtoient 644 Hongrois (61,98 %) et 109 Tsiganes (10,49 %). On comptait à cette date 436 ménages et 497 logements.
| 1850  | 1880  | 1900  | 1910  | 1930  | 1956  | 1977  | 1992  | 2002  |
| ----- | ----- | ----- | ----- | ----- | ----- | ----- | ----- | ----- |
| 2 065 | 2 457 | 2 650 | 2 839 | 2 812 | 2 564 | 1 640 | 1 081 | 1 039 |

| 2007 | - | - | - | - | - | - | - | - |
| ---- | - | - | - | - | - | - | - | - |
| 980  | - | - | - | - | - | - | - | - |

## Économie
L'économie de la commune repose sur l'agriculture (céréales) et l'élevage.

## Lieux et monuments
- Ozd, château Pekri de 1705.

## Personnages
Jean III Kemeny, prince de Transylvanie est né à Ozd en 1607.